# Лив (Венгрувский повет)
Лив (пол. Liw) — село одноименной гмины (уезда) в Польше, входит в состав Венгрувского повята Мазовецкого воеводства.
Расположено на реке Ливец, в северной части Венгрувской низменности, в районе так называемых «Польских зелёных лёгких».
Население — 920 жителей (2006 г.).

## История
Название, по мнению историков, происходит от слова на языке балтов, означающего болото, заболоченная местность, и отражает исторический характер этого места, так как первоначально село было окружено разливами реки Ливец. Находившееся здесь укреплённое поселение, затем крепость и город, охраняли переправы и восточные границы Мазовии к югу от Лива до Гродзиска.

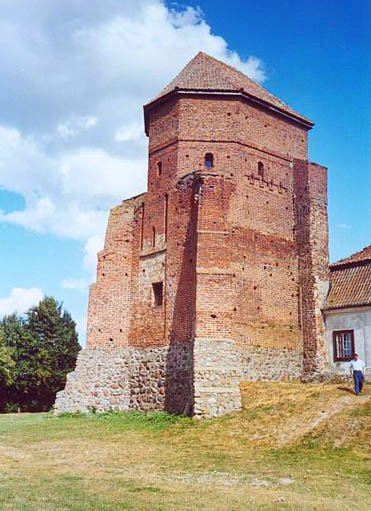
Руины готического замка в Ливе

Лив — исторический город, центр Ливского удельного княжества.
Первое письменное упоминание о Ливе встречается в грамотах князя в 1304 году. Близость границ Великого княжества Литовского и лежащий рядом торговый путь на Русь, способствовали быстрому развитию торговли и превращению крепости в город.
В 1493—1789 годах на месте Лива существовали два отдельных города — Старый Лив и Новый Лив.
В 1657 году город был сожжён князем семиградским Д. Ракоци. После пожаров 1700 и 1703 годов шведы разрушили замок и большую часть городских зданий.
С 1807 года город вошёл в состав герцогства Варшавского, с 1815 года Лив входит в состав Царства Польского.
Во время ноябрьского восстания в Польше здесь в апреле 1831 года состоялась битва, в результате которой Лив был взят и разрушен русскими войсками. В 1866 году указом императора за активное участие жителей в польском восстании (1863), Лив был лишён статуса города.

## Достопримечательности
- Руины готического оборонного замка, построенного до 1429 года и перестраивавшегося в XVI—XVII веках.
- Костёл Святого Леонарда (1905—1907)